# Acord de Potsdam

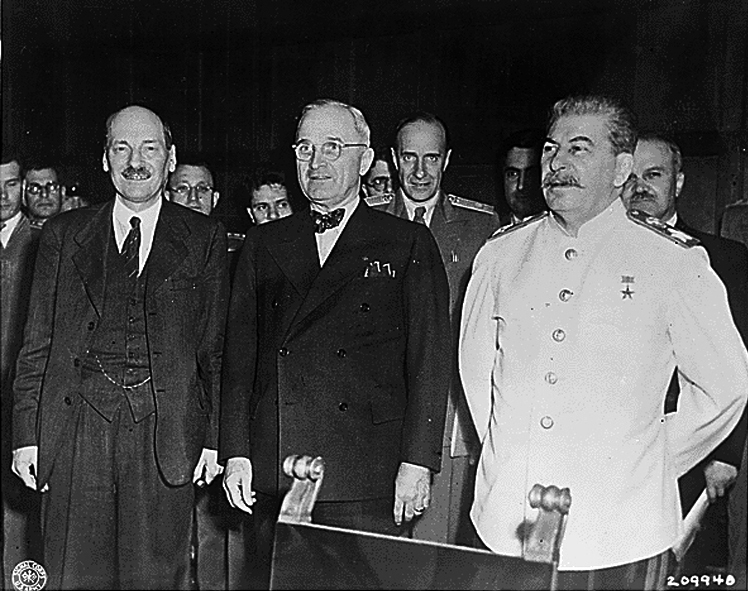
Els "Grans Tres": Attlee, Truman, Stalin

L'Acord de Potsdam (en alemany: Potsdamer Abkommen) va ser l'acord entre tres dels Aliats de la Segona Guerra Mundial, el Regne Unit, els Estats Units, i la Unió Soviètica. Va tractar l'ocupació militar i la reconstrucció de la Alemanya ocupada pels aliats, els seus territoris orientals d'Alemanya, i tot l'Escenari Europeu de la Segona Guerra Mundial. També va tractar la desmilitarització d'Alemanya, les reparacions alemanyes per a la Segona Guerra Mundial i el processament dels criminals de guerra.
Executat com a comunicat, l'acord no era un tractat de pau d'acord amb llei internacional, tot i que va crear fets assolits. Va ser substituït pel Tractat de la Liquidació Final amb respecte a Alemanya signat el 12 de setembre de 1990.
Com que De Gaulle no havia estat convidat a la Conferència, els francesos es van resistir a aplicar els acords de Potsdam dins de la seva zona d'ocupació. En particular, els francesos es van negar a resoldre els expulsats alemanys de l'est. A més, els francesos no van acceptar cap obligació d'acatar l'Acord de Potsdam en els processos del Consell de Control Aliat; en particular, resistir totes les propostes per establir polítiques i institucions comunes a tot el conjunt d'Alemanya, i qualsevol cosa que temés podria conduir a l'aparició d'un eventual govern alemany unificat.